# Stefan Hantel

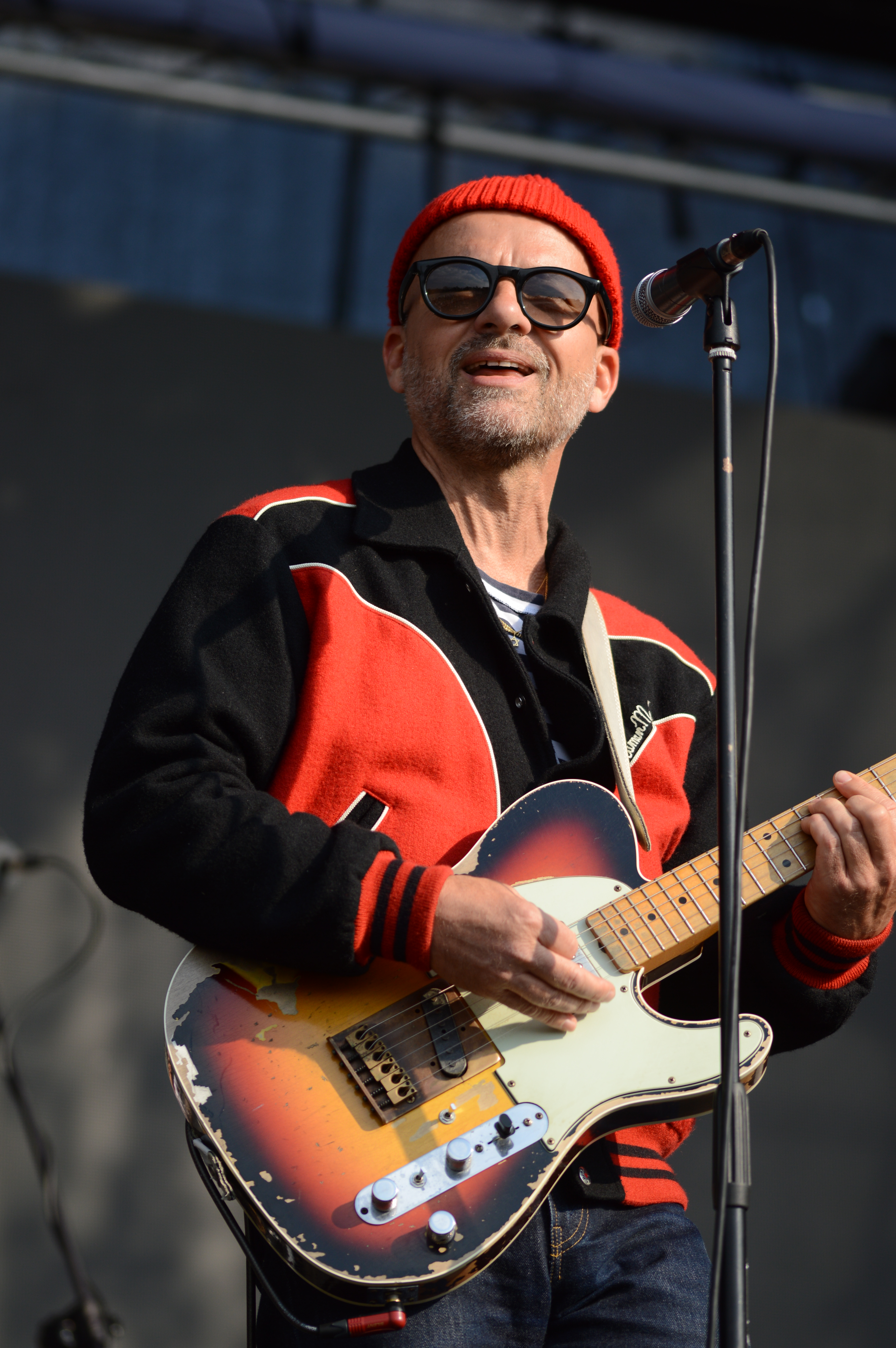
Shantel, Wrocław 2022

Stefan Hantel (Mannheim, 2 maart 1968) is een Duits producer en dj. Hij is vooral bekend onder zijn artiestennaam Shantel.
Hantel is een nazaat van Boekovina-Duitsers, die aan de vooravond van de Tweede Wereldoorlog uit de destijds Roemeense (thans deels Oekraïense) Boekovina naar Duitsland vluchtten. Hij heeft veel interesse in de traditionele Lăutari-muziek uit deze streek en mixt deze tot balkan beats. Hij stelt met deze muziek ook de Bucovina Club compilatiealbums samen.
In Nederland komt hij in 2008 in de hitlijsten met de nummers Mahalageasca (in samenwerking met Mahala Raï Banda) en Bucovina (met Ian Oliver). Hij treedt vaak op met zijn Bucovina Club Orkestar en hij heeft een eigen platenlabel, Essay Recordings.

## Discografie

### Albums
- 1995: Club Guerilla
- 1997: Auto Jumps & Remixes
- 1998: Higher than the Funk
- 2001: Great Delay
- 2003: Bucovina Club (compilatiealbum)
- 2004: Bucovina Club 2 (compilatiealbum)
- 2007: Disko Partizani
- 2007: Auf der anderen Seite - The Edge of Heaven (Soundtrack)
- 2009: Planet Paprika
- 2011: Kosher Nostra Jewish Gangsters Greatest Hits (Shantel & Oz Almog)
- 2013: Anarchy + Romance
- 2015: Viva Diaspora

### Singles
| Single met eventuele hitnotering(en) in de Nederlandse Top 40 | Datum van verschijnen | Datum van binnenkomst | Hoogste positie | Aantal weken | Opmerkingen            |
| ------------------------------------------------------------- | --------------------- | --------------------- | --------------- | ------------ | ---------------------- |
| Mahalageasca                                                  | 18-12-2007            | 02-02-2008            | 29              | 3            | feat. Mahala Raï Banda |
| Bucovina                                                      | 01-2008               | 19-01-2008            | 24              | 5            | feat. Ian Oliver       |
| Disko Partizani                                               | 2008                  | -                     |                 |              |                        |
| Disco Boy                                                     | 2008                  | -                     |                 |              |                        |